# Давид Остроскі
Давид Остроскі Виноград (ісп. David Ostrosky Winograd; 13 вересня 1956, Мехіко — 17 серпня 2023, там само) — мексиканський актор театру, кіно та телебачення.

## Життєпис
Народився 13 вересня 1956 року у Мехіко в єврейській родині. Його батько, Педро Остроскі, був вихідцем з Києва, мати, Генья Виноград, з Польщі. Акторську кар'єру розпочав 1984 року з ролі Хуана Карлоса Вільянуева у теленовелі «Принцеса» (1984—1986). 1987 року був номінований на премію TVyNovelas у категорії найкраща чоловіча роль — відкриття за роль Луїса у теленовелі «Маріонетки» (1986). Того ж року з'явився у невеликій ролі адміністратора магазину іграшок у серіалі «Дика роза» з Веронікою Кастро та Гільєрмо Капетільйо. У 1989—1990 роках виконав роль аристократа Родріго де Пеньяльверта, графа де Аренсо у серіалі «Просто Марія» з Вікторією Руффо та Хайме Гарса у головних ролях. 1992 року з'явився в невеликій ролі у фільмі «Як вода для шоколаду» за романом Лаури Есківель. Пізніше у нього були ролі в серіалах «Марісоль» (1996), «Одного разу в нас виростуть крила» (1997), «Дім на пляжі» (2000), «Жінка, випадки з реального життя», «Чисте кохання» (2007), «Я твоя хазяйка» (2010) та інших.
У 2018—2020 роках виконував в роль доктора Соломона Коена у серіалі «Дім квітів» виробництва Netflix.
Був одружений з акторкою Беліндою Сломянскі, у пари народилися троє дітей — дочка Аріела (1985) та сини Педро (1987) і Аарон (1989).
Давид Остроскі помер 17 серпня 2023 року у Мехіко в 66-річному віці від раку, який йому було діагностовано наприкінці 2022 року.

## Вибрана фільмографія
| Рік       |   | Українська назва                  | Оригінальна назва                  | Роль                                           |
| --------- | - | --------------------------------- | ---------------------------------- | ---------------------------------------------- |
| 1984—1986 | с | Принцеса                          | Princhipessa                       | Хуан Карлос Вільянуева                         |
| 1986      | с | Маріонетки                        | Marionetas                         | Луїс                                           |
| 1987—1988 | с | Дика роза                         | Risa salvaje                       | Карлос Манріке, адміністратор магазину іграшок |
| 1989      | с | Тереза                            | Teresa                             | Віллі                                          |
| 1989      | с | Карусель                          | Carrusel                           | Ісаак Равінович                                |
| 1989—1990 | с | Просто Марія                      | Simplemente María                  | Родріго де Пеньяльверт, граф де Аренсо         |
| 1990      | с | Дотягнутися до зірки              | Alcanzar una estrella              | ліценціат дель Вальє                           |
| 1991      | с | Дотягнутися до зірки 2            | Alcanzar una estrella 2            | Роберто                                        |
| 1992      | ф | Як вода для шоколаду              | Como agua para chocolate           | Хуан де ла Гарса                               |
| 1992—1993 | с | Марія Мерседес                    | María Mercedes                     | доктор Муньйос                                 |
| 1993      | с | Валентина                         | Valentina                          | Дієго                                          |
| 1995      | с | На одне обличчя                   | Bajo un mismo rostro               | Рубен                                          |
| 1995—1996 | с | Марія з передмістя                | María la del barrio                | Сабала                                         |
| 1996      | с | Марісоль                          | Marisol                            | Маріано Руїс                                   |
| 1996—2006 | с | Жінка, випадки з реального життя  | Mujer, casos de la vida real       | різні персонажі                                |
| 1997      | с | Таємниця Алехандри                | El secreto de Alejandra            | Рубен                                          |
| 1997      | с | Одного разу в нас виростуть крила | Alguna vez tendremos alas          | доктор Рікардо Агілера                         |
| 1998—1999 | с | Щоденник Даніели                  | El diario de Daniela               | Густаво Корона                                 |
| 1999      | с | Личко ангела                      | Carita de ángel                    | доктор Хосе Веласко                            |
| 2000      | с | Дім на пляжі                      | La casa en la playa                | Сесар Вільяреаль                               |
| 2002—2003 | с | Дітям ура!                        | Vivan los niños!                   | Бернардо Аріас                                 |
| 2005      | с | Перешкода коханню                 | Barrera de amor                    | Улісес                                         |
| 2005      | с | Світанок                          | Alborada                           | Агустін де Корса                               |
| 2007      | с | Чисте кохання                     | Distilando amor                    | Едуардо Сальдівар                              |
| 2008      | с | Роза Гвадалупе                    | La risa de Guadalupe               | Самуель                                        |
| 2008—2009 | с | Жінки-вбивці                      | Mujeres asesinas                   | Хорхе Мендоса / Матіас                         |
| 2009      | ф | Родинні таємниці                  | Secretos de familia                | Хуліо                                          |
| 2010      | с | Я твоя хазяйка                    | Soy tu dueña                       | Мойсес Макотела                                |
| 2010      | с | Коли я закоханий                  | Cuando me enamoro                  | Бенхамін Касільяс                              |
| 2011      | ф | Друга ніч                         | La segunda noche                   | Сауль                                          |
| 2012      | ф | Моргана                           | Morgana                            | батько Моргани                                 |
| 2012—2018 | с | Як то кажуть                      | Cimo dice el dicho                 | різні персонажі                                |
| 2018      | с | Любов поза законом                | Por amar sin ley                   | Сауль Моралес                                  |
| 2018—2020 | с | Дім квітів                        | La casa de las flores              | доктор Соломон Коен                            |
| 2021      | ф | Дім квітів: Фільм                 | La casa de las flores: la película | доктор Соломон Коен                            |